# Harald Molander (pisarz)
Johan Harald Molander (ur. 17 marca 1858 w Sztokholmie, zm. 22 listopada 1900 tamże) – szwedzki pisarz, autor sztuk teatralnych, reżyser i kierownik sceniczny oraz tłumacz.

## Życiorys
W latach 1877–1881 studiował na Uniwersytecie w Uppsali. Od 1884 do 1886 był zatrudniony jako reżyser w Teatrze Szwedzkim w Sztokholmie, zaś w latach 1886–1893 pełnił funkcję kuratora w Teatrze Szwedzkim w Helsinkach. W latach 1893–1894 oprowadzał grupy teatralne, a w 1896 został kuratorem w Vasateatern w Sztokholmie. Pracował jako kurator w Teatrze Szwedzkim, gdy Albert Ranft kupił obiekt w maju 1898.
Napisał kilka sztuk teatralnych, min. trzyaktową komedię Rococo (1882), tragedię Furstinnan Gogol (1883), komedię Vårflod (1884), czy też  Beatrice (1887) i Flirtation (1893), które były chwalone w swoim czasie za wyostrzone oko do scenografii i dobrych dialogów. Z kolei jego dramaty uważano za pozbawione głębi. W 1895 opublikował, w formacie wydawnictwa kieszonkowego, parodie sztuk Henrika Ibsena, częściowo oparte na dziele Thomasa Ansteya Guthriego. Jego powieść En lyckoriddare (1896) traktowała o życiu poety i awanturnika Larsa Wiwalliusa. Molander udramatyzował ją w 1900, a sztuka odniosła znaczący sukces w Teatrze Szwedzkim w Sztokholmie z Andersem de Wahlem w roli głównej. Filmowa ekranizacja w reżyserii Johna W. Bruniusa powstała w 1921 pod tym samym tytułem z udziałem Gösty Ekmana i Mary Johnson (film ten był także ekranowym debiutem Grety Garbo w roli statystki).
Molander odnosił również sukcesy jako adaptator i tłumacz (przełożył m.in. Cyrano de Bergerac Edmonda Rostanda w 1900). Uważano go za wybitnego reżysera teatralnego, zwłaszcza jeśli chodzi o wystawianie dużych sztuk z pompą i przepychem, oraz za osobę z wyczuciem historii i dobrego instruktora. Odegrał ważną rolę w wystawie teatralno-muzycznej na Wystawie Sztokholmskiej w 1897 i był pomysłodawcą tzw. pociągów ludowych, które za niewielką opłatą przywoziły na wystawę ludzi z odległych części kraju i Norwegii.
Po jego śmierci opublikowano zbiór Strödda skizzer och berättelser (1901), zawierający opis Sztokholmu „Farbror Kuno Ottokar” (1891), listy z podróży oraz humorystyczne eseje i szkice o charakterze kroniki, które wcześniej były dostępne w dzienniku.

## Życie prywatne
Był synem naczelnego lekarza Johana Molandera i Augusty Dybeck. Od 1888 do swojej śmierci jego żoną była aktorka Lydia Molander, z którą miał dwóch synów: Gustafa (żonatego z Karin Molander) i Olofa. Miał siostrę, lekarkę Sigrid Engström. Rodzina Molanderów została pochowana na Norra begravningsplatsen.